# Ethan Laird
Ethan Benjamin Laird (født 5. august 2001) er en engelsk professionel fodboldspiller, som spiller for EFL Championship-klubben Birmingham City.

## Klubkarriere

### Manchester United
Laird kom igennem ungdomsakademiet hos Manchester United, og skrev sin første professionelle kontrakt med klubben i oktober 2018. Han fik sin førsteholdsdebut den 28. november 2019 i en Europa League-kamp imod kazakhstanske FK Astana.

#### Lejeaftaler
I løbet af sin tid hos Manchester United, havde Laird en række lejeaftaler til Milton Keynes Dons, Swansea City, Bournemouth og Queens Park Rangers.

### Birmingham City
Laird skiftede i juni 2023 til Birmingham City på en fast aftale.

## Landsholdskarriere
Laird har repræsenteret England på flere ungdomsniveauer.